# الهروب من مانوس
الهروب من مانوس هو عبارة عن مذكرات سيرة ذاتية للاجئ الروهينجا جيفيت إيلوم يوثق هروبه من الإبادة الجماعية في ميانمار، ورحلته إلى إندونيسيا واعتقاله عند وصوله إلى أستراليا، واحتجازه في مراكز الاحتجاز البحرية الأسترالية في بابوا غينيا الجديدة. أثناء احتجازه يعاني إيلوم من ظروف شبيهة بالسجن، وهو ضحية لاعتداء عنيف ومحاولات انتحار، وإضراب عن الطعام. بعد ثلاث سنوات ونصف من الاعتقال أصبح الشخص الوحيد الذي هرب من جزيرة مانوس. بعد هروبه سافر إلى جزر سليمان وأخيراً كندا.
لاقى الكتاب استقبالًا إيجابيًا في الصحافة الأسترالية وبابوا غينيا الجديدة.